# Ta télé
Ta télé est une peinture à l'huile sur toile, réalisée en 1984 par le peintre congolais Frédéric Trigo Piula. Avec Materna, elles sont considérées comme les deux œuvres les plus notables de l’artiste. En effet, c'est lorsqu'il les expose à Libreville au centre international des civilisations bantu (CICIBA), lors de la biennale de l’art Bantou contemporain en 1985, que Susan Vogel, conservatrice et experte en art africain, découvre ses travaux et le contacte à Brazzaville,.
Sa carrière internationale a décollé depuis ce jour. Trigo Piula est reconnu comme l’un des artistes du pays ayant émergé ces dernières années.

## Description
Le titre « Ta télé » peut être interprété de deux manières en lari, une langue congolaise : soit « Père Télé », soit «  La télé a dit ».
Le tableau, de dimensions 100 × 100 cm, représente en position centrale, face au spectateur, une divinité Kongo appelée Nkisi, qui subjugue une assistance installée comme dans une salle de cinéma ou de spectacle. Le nkisi a été traduit par les Européens par « fétiche ».
Le réceptacle qui abrite habituellement la substance active du Nkisi est remplacé par un écran de télévision qui, par une mise en abyme, montre le Nkisi. En arrière-plan, quatorze écrans alignés diffusent différents programmes (un couple qui s'embrasse, la tour Eiffel et le Champ de Mars, un match de foot…). Des signes sur les têtes des spectateurs montrent leur état d'esprit (chaussures, vêtement, cœur, voiture…).

### Nkisi

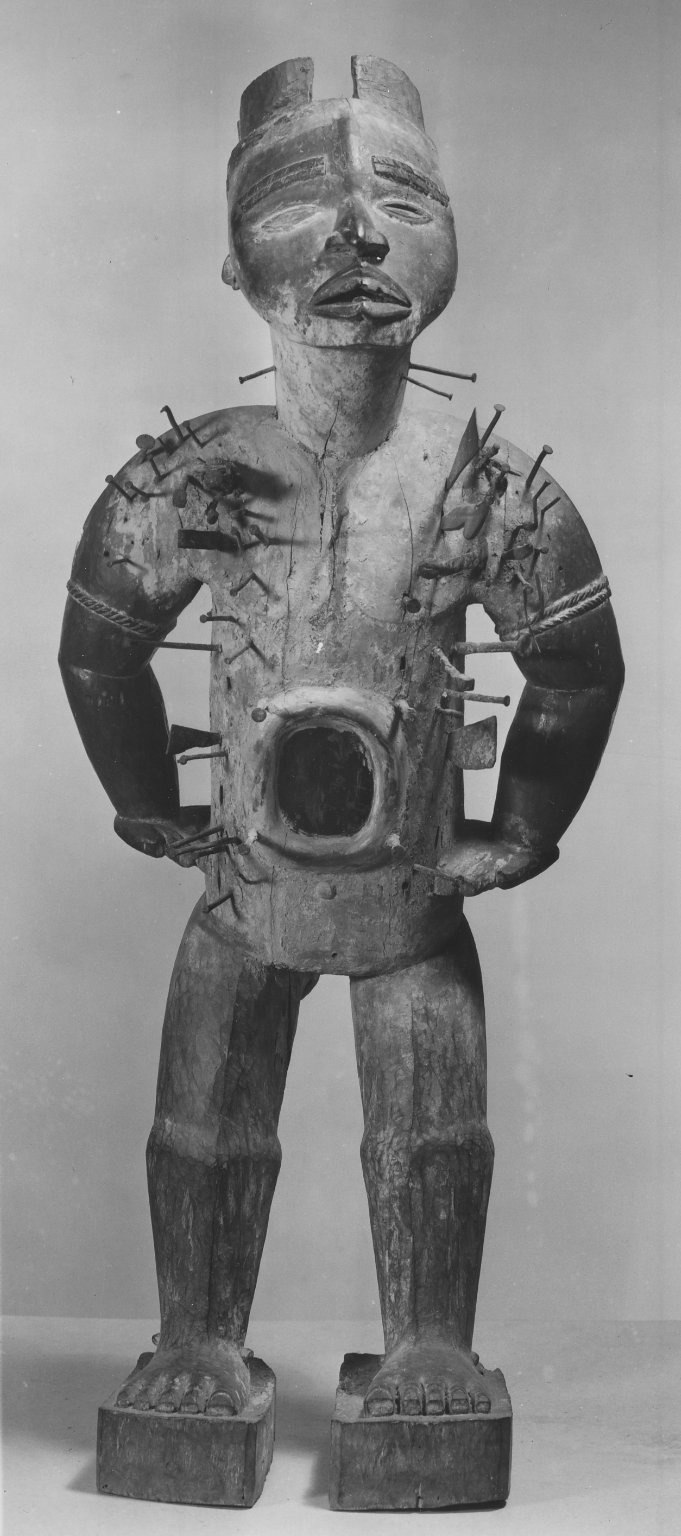
Figurine Nkisi Nkondi - Brooklyn Museum

Les Nkisi sont des esprits ou encore des objets habités par un esprit. C'est un vocable fréquemment appliqué à une variété d’objets utilisés dans tout le bassin du Congo en Afrique centrale, et qui sont censés contenir des pouvoirs magico-religieux. Ce terme et son concept sont passés avec la traite négrière atlantique vers les Amériques C'est le cas du Palo Mayombe.
La communication étroite des vivants avec les ancêtres et la croyance en l’efficacité de leurs pouvoirs sont étroitement associées aux Minkisi dans la tradition Kongo. Parmi les peuples du bassin du Congo, en particulier les Bakongo et le peuple Songye du Kasaï, des puissances humaines exceptionnelles sont souvent censées résulter d’une sorte de communication avec les morts. Les Banganga (singulier: nganga) opèrent comme guérisseurs, devins, médiateurs défendant contre la magie noire (sorcellerie) et fournisseurs de remèdes contre les maladies résultant soit, de la sorcellerie à la demande de Bakisi (esprits), émissaires du royaume des morts.
Les Minkisi sont principalement des réceptacles en céramique, des gourdes, des cornes d’animaux, des coquillages, des paquets ou tout autre objet pouvant contenir des substances chargées spirituellement. Même les tombes elles-mêmes, comme lieux de résidence des morts et donc sanctuaires des Bakisi, peuvent être considérées comme Minkisi. En fait, les Minkisi ont même été décrits comme des tombes portatives, et beaucoup contiennent de la terre ou des reliques d’un individu puissant durant son existence, comme ingrédient principal. Les puissances du mort infusent ainsi l’objet et permettent au nganga de le contrôler. Les objets métalliques (clous) couramment insérés à la surface de ces figures de puissance représentent les principes actifs du minkisi pendant le rituel ou la cérémonie. Chaque clou ou pièce de métal représente un vœu, un engagement signé et des efforts pour anéantir le mal. En fin de compte, ces figures représentent le plus souvent des réflexions sur des comportements socialement répréhensibles et des efforts pour les corriger.
Les substances choisies pour les minkisi sont souvent appelées bilongo ou milongo (singulier nlongo) un mot souvent traduit par « médicament ». Cependant, leur fonctionnement n’est pas principalement pharmaceutique, car ils ne sont pas appliqués ou ingérés par ceux qui sont malades, et bilongo peut être plus exactement traduit par « substances thérapeutiques ». Ils sont plutôt souvent choisis pour des raisons métaphoriques, par exemple des griffes d’oiseaux pour attraper les malfaisants, ou parce que leurs noms ressemblent à des caractéristiques des esprits en question.
Parmi les nombreux matériaux communs utilisés dans le minkisi figurent les fruits (luyala en kikongo), le charbon de bois (kalazima), et les champignons (Tondo). Les minéraux ont été recueillis à divers endroits associés aux morts, comme la terre recueillie dans les tombes et les lits des rivières. L’argile blanche (kaolin) était aussi très importante dans la composition du minkisi en raison de la relation symbolique de la couleur blanche et des aspects physiques de la peau morte, de leur justesse morale ainsi que de leur positivité spirituelle. Le blanc est en contraste avec le noir, la couleur de la négativité. Certains minkisi utilisent l’ocre rouge comme agent colorant. L’utilisation du rouge est symbolique de la médiation des puissances des morts.
Les minkisi servent à de nombreuses fins. Certains sont utilisés dans les pratiques de divination, les rituels pour éradiquer le mal ou punir les faussaires, et les cérémonies pour les cérémonies de protection. Beaucoup sont également utilisés pour la guérison, tandis que d’autres fournissent le succès dans la chasse ou le commerce, entre autres choses. Les minkisi les plus puissants sont souvent crédités de pouvoirs dans plusieurs domaines. Très souvent, le minkisi peut également prendre la forme de sculptures anthropomorphes ou zoomorphes en bois.

### Interprétation
Créée en 1962, d'abord en noir et blanc, la version couleur de Télé Congo, la télévision nationale, est disponible vingt ans plus tard, à l'occasion de la coupe du monde de football en Espagne. C'est l'effervescence au sein de chaque foyer qui cherche à s'équiper pour contempler le monde, grâce à cette lucarne que constitue la télévision. Toutefois, la grande majorité des programmes diffusés provient de l'Occident.
Ta télé aborde le développement d’une culture très consumériste dans un Congo où les habitants sont devenus de plus en plus « happés » par la culture populaire occidentale,. Trigo place le spectateur au milieu de son auditoire congolais, nous hypnotisant par la puissance des écrans de télévision. Nous sommes confrontés à une figure fétiche Kongo avec une charge d'énergie punitive ; un fétiche dangereux dit Nkondi, capable de plus de mal que de bien. Sa coiffe est faite de plumes orientées vers le ciel comme une antenne. Cette figure est branchée sur un ensemble de haut-parleurs et porte un écran, captivant notre attention.
Trigo Piula utilise cette image pour mettre en garde contre les dangers du consumérisme irraisonné et exhorte ses concitoyens à se remettre en question sur leurs vraies valeurs, notamment les valeurs traditionnelles..
Il y a également une ambiguïté quant à savoir si cette figurine de pouvoir impose ces images à l’imaginaire des gens, ou plutôt si ces derniers s'adressent à elle pour les délivrer de l'emprise de la télévision.
Ta télé appartient à la série Nouveaux Fétiches de l’artiste, dans laquelle il se proclame comme un nganga, un guérisseur des temps modernes. Il se donne comme mission de soigner et de conjurer le sort ; pour tirer la sonnette d'alarme sur nos problèmes et obsessions modernes,.

## SérieNouveaux Fétiches
Voici ce que Trigo Piula observe sur cette série :

« Depuis ma petite enfance, chez ma mère, il y a toujours eu une propension à l’expression et une tendance à qualifier toutes mes actions et gestes inhabituels avec ce mot mystérieux « nkisi si ».  Plus tard, j'ai compris que ce mot était utilisé pour décrire l’Esprit de la Terre. Aujourd’hui encore, ce mot se murmure dans mes oreilles, m’encourageant et saluant mes pensées, mes nouvelles œuvres d’art, etc. »

Dans le pays Woyo (qui est actuellement la province angolaise du Nord de Cabinda) et dans le domaine des pratiques traditionnelles, le mot « nkisi » est utilisé pour désigner un fétiche. Le mot « Bau » est également utilisé. Les Woyo chargeaient divers objets, des arbres ou des roches avec une force surnaturelle qui était censée résoudre des problèmes et souvent utilisée pour la guérison des malades. La croyance en ces fétiches était si forte qu’ils ont été utilisés dans presque toutes les situations importantes de la vie quotidienne.

« Quand les Portugais sont arrivés au royaume de Kakongo, ils ont commencé à appeler cette pratique « Facticios » qui signifie factice en français, car ils n'y croyaient pas. C’est ce sujet que Trigo Piula aborde également dans Materna. Je voulais souligner l’existence de ce que j’appelle les « Nouveaux Fétiches ». Je voulais être capable de faire face à nos problèmes modernes et, à ma manière, créer une nouvelle force ou fétiches qui seraient en mesure de résoudre cette nouvelle pratique. Mon nouveau fétiche est appelé Chin’wa et il concerne la présence croissante des chinois sur le continent africain. Donc, à la fin de la journée, je me considère comme un « nganga moderne » ou un guérisseur des temps modernes. »

## Expositions
- Centre culturel français, Brazzaville, 1984
- Centre international des civilisations bantoues, Biennale de l’art Bantu contemporain, Libreville 1985
- The Center for African Art, Africa Explores: 20th Century African Art, 23 mai 1991-2 janvier 1992, illustré en couleur dans le catalogue p. 228; New York City, New York
- University Art Museum, Berkeley, Californie; 1992
- Dallas Museum of Art, Dallas, Texas, 9 février-5 avril, 1992
- St Louis Art Museum, St Louis, Missouri, 15 mai-5 juillet 1992
- Mint Museum of Art, Charlotte; 8 août-11 octobre 1992
- Carnegie Museum of Art, Pittsburgh, Pennsylvanie, 7 novembre 1992-10 janvier 1992
- Corcoran Gallery of Art, Washington D.C., Washington, 6 février-4 avril 1993
- Center for fine-arts, Miami, Floride 1993
- Ludwig Forum für Internationale Kunst, Aix-la-Chapelle, 1993
- Fundació Antoni Tàpies, Barcelone, 17 novembre 1993-16 janvier 1994
- Tate Liverpool, Liverpool, 1994
- Espace Lyonnais d’art contemporain, Lyon, 1994
- Cooperation par l’Education et la culture, Bruxelles, l’Europe Fantôme, 28 mai-6 juillet 2003, illustrée en couleur dans le catalogue

## Cote
Le tableau a été acheté à Londres le 16 octobre 2018 pour une valeur de 43 750 livres sterling.